# Segunda Batalha de El Alamein
A Segunda Batalha de El Alamein (23 de outubro - 11 de novembro de 1942) foi uma batalha da Segunda Guerra Mundial que ocorreu perto da parada ferroviária egípcia de El Alamein. A Primeira Batalha de El Alamein e a Batalha de Alam el Halfa impediram o Eixo de avançar ainda mais para o Reino do Egito e foi um dos marcos decisivos no conflito no Norte da África.
A vitória britânica em El Alamein levou o primeiro-ministro Sir Winston Churchill a afirmar que "este não é o fim, não é nem o começo do fim, mas é, talvez, o fim do começo". El Alamein foi uma vitória essencialmente do Reino Unido e das tropas da Commonwealth. Após a guerra, ele escreveu: "Antes de Alamein nunca tivemos uma vitória, depois de Alamein, nunca tivemos uma derrota".

## Estratégia britânica e alemã
Até o final de 1942, a iniciativa estratégica na frente ocidental estava predominantemente nas mãos da Wehrmacht. A Grã-Bretanha estava confinada à persecução de uma estratégia passiva, combatendo os alemães e italianos onde eles atacassem. Depois de El Alamein tudo mudaria.
A Grã-Bretanha era decididamente um poder imperial. As ilhas britânicas em si não contavam com os recursos naturais necessários para o sustento de uma indústria moderna. Assim, o povo britânico dependia das linhas vitais de comunicação com a América, África e Ásia. A estratégia britânica no Mar Mediterrâneo, pautada pela inferioridade (pelo menos em tese) de suas forças, era conter os italianos e garantir a existência dessas linhas de comunicação, cujos pontos críticos no Mediterrâneo eram Suez e Gibraltar.
A perda do Canal de Suez traria para os ingleses prejuízos incalculáveis, além de possibilitar aos alemães o acesso ao petróleo do Oriente Médio (que havia sido descoberto nos anos 20 e 30), bem como possivelmente a abertura de uma outra frente de ataque à União Soviética, pelo sul, além de facilitar as pressões para a possível entrada da Turquia na guerra. Dessa forma, o combate em El Alamein tornou-se prioritário.
A Marinha Real Britânica, mesmo empenhada na luta de morte no Atlântico e com a defesa de territórios no Pacífico, havia tido até o momento ponderável sucesso contra a Regia Marina Italiana. Em terra, após um início promissor nas hostilidades contra os italianos em 1940, os britânicos, amargavam severas derrotas, como a perda da Grécia, de Creta e da Tripolitânia, e pouco tinham o que mostrar pelo fantástico arsenal que acumulavam, muito dele provenientes aliados americanos. A própria lenda em torno da Raposa do Deserto era um alvo de guerra. Os ingleses o haviam elogiado e tentado assassiná-lo, mas nunca haviam conseguido realmente vencer Rommel no deserto. "Bater Rommel, o que mais importa?", comentara o primeiro-ministro. Churchill não poupou esforços para garantir o sucesso em El Alamein. Substituiu o General Auchinleck pelo General Bernard Law Montgomery como Comandante-em-Chefe do Oriente Médio, com o comando do 8º Exército, e supriu suas formações com um arsenal inédito na África do Norte, que incluía 300 modernos tanques Sherman americanos, que, com seu canhão de 75 mm, era mais do que páreo para os melhores tanques alemães no campo.
Para o alto comando alemão, as operações no norte da África sempre tiveram importância secundária, e nunca tiveram por objetivo a conquista do Egito, pelo menos até Rommel mostrar-lhes que isso não era impossível. O comprometimento alemão naquele continente se deu para conter os ingleses e auxiliar os italianos, que após a espetacular derrota em Beda Fomm viam-se no risco de ter que retirar-se do teatro da África Setentrional, o que bem poderia ter acontecido não fosse a decisão de desviar os blindados de O´Connor para a Grécia. Assim, os alemães pensaram em enviar uma pequena força de Panzers (Operação Sonnenblume) e um contingente aéreo para ajudar seus aliados meridionais a estancar o avanço inglês. Jamais imaginaram que pudessem chegar tão longe.
De fato, Rommel excedeu completamente suas ordens, e muitas vezes as descumpriu, percebendo de imediato as possibilidades que tinha uma força de blindados operando no vasto "mar" que era o deserto africano. Ele percebeu que os britânicos não eram tão fortes assim, e que as suas forças foram magnificadas pela dimensão das derrotas infligidas aos italianos. Mesmo com uma força destinada apenas a travar batalhas defensivas, de escopo limitado, o talentoso comandante conseguiu infligir derrota após derrota ao 8º Exército e aos seus adversários ingleses, os generais Archibald Wavell, Claude Auchinleck e Neil Ritchie.
Em meados de 1942, quando o OKW percebeu que era possível uma vitória total na África, e que isso poderia render enormes dividendos, já era talvez tarde demais. Naquela época a Alemanha encontrava-se no limite da utilização dos seus recursos e no ápice da sua grandeza territorial, guardando uma imensa frente que ia desde o Círculo Polar Ártico, na Noruega, aos desertos da África do Norte, no sul, e desde Stalingrado, no Volga, à costa Atlântica francesa. Com quase todas as forças engajadas na frente oriental, não seria sem sacrifícios que pudessem reforçar o desgastado Panzerarmee Afrika.
A situação de suprimentos para a força africana piorava a cada dia. Graças à atuação dedicada de tripulações da Marinha Real e da RAF, e, principalmente, à quebra das cifras navais alemãs (Projeto Ultra) os comboios que saíam da Itália eram afundados com regularidade crescente. Às vésperas da batalha em El Alamein, o afundamento de dois petroleiros, um dos quais trazendo combustível de aviação, limitou ainda mais a mobilidade do exército alemão.
Assim, a OKW e o Commando Supremo tinham que decidir entre tentar melhorar a situação de abastecimento com a ocupação da ilha de Malta, ou ir adiante e tentar a conquista do Egito. O Marechal Albert Kesselring, Comandante-em-Chefe Sul das forças alemãs, preferia a primeira alternativa, mas Rommel persuadiu os seus superiores de que podia vencer o 8º Exército Britânico mais uma vez. Dessa forma, fiaram-se mais uma vez no talento e sorte da "Raposa do Deserto", deixando-o combater com o que dispunha.
Já os italianos tinham as suas próprias dificuldades. O Alto Comando não sabia decidir se vergonha maior eram as derrotas fragorosas para forças inferiores britânicas ou o fato de que forças alemãs ainda menores realizavam o que para eles era o impensável. Desse modo, nunca viam com bons olhos o envio de mais tropas alemãs para a África e até as relações de Rommel com os seus comandantes, que nominalmente eram seus superiores, nunca foram as melhores.
Politicamente era desgastante para o Duce perder para Hitler os louros da campanha africana, empresa de enormes dimensões a que lançou o seu país, principalmente após o vexame na Grécia, onde Hitler igualmente roubou a cena. Ele tinha grandes planos de fundar um novo Império Romano, herdeiro do antigo, seguindo os passos dos antepassados latinos pela Grécia e norte da África. Porém passados poucos meses de guerra, o exército italiano, considerado nos anos trinta como uma força moderna e temível, revelou-se totalmente inepto para seus objetivos, e depois da fracassada aventura grega, Mussolini queria e precisava de uma vitória italiana, pois já estava bastante enfraquecido nas suas relações com a Alemanha e diante do mundo. Porém, simplesmente não dispunha dos meios para isso, e via-se na posição, péssima para ele, de depender dos alemães mais uma vez. Assim, a estratégia italiana era permeada pela dupla necessidade de os ingleses serem derrotados, e de não parecer que a vitória foi alemã.
Mas esses interesses não foram alcançados, pois o general Rommel, no auge de sua esperteza conseguiu ofuscar o exército italiano e fazer com que a mísera força de 100 mil homens dados a ele por Hitler triunfasse algumas vezes, o que o deixou conhecido como a Raposa do Deserto.
Ao observar canhões anti-aéreos do exército nazista, Rommel percebeu que com algumas modificações teria em suas mãos uma nova arma, e ordenou que os canhões fossem reclinados, o que modificou a trajetória do tiro, transformando-os em uma potente alternativa para combater divisões blindadas com alta precisão e com um alto poder de fogo de 88mm.
Rommel costumava atacar com sua divisão de Panzers e depois logo bater em retirada - para fazer o inimigo perseguí-lo - o que resultaria em um temível encontro com esses canhões modificados. Com essa tática, em junho de 1942, Rommel obrigou o exército britânico a recuar até a cidade de El Alamein, obrigando Winston Churchill a pôr o 8º exército em novo comando.

## A campanha no Norte da África

O general Bernard L. Montgomery, comandante das forças do Império Britânico no norte da África.

Em Novembro de 1942, a campanha na África do norte se aproximava do seu terceiro ano. Após meses de lutas dramáticas para ambos os lados, na qual alternavam em sortes e reveses, a frente se estabilizara perto da fronteira egípcia, numa localidade conhecida como El Alamein. Já a situação estratégica pendia fortemente para o lado dos Aliados. O Eixo se mostrava incapaz de manter abastecido o seu exército na África, considerado pelos alemães, desde o começo, como uma força expedicionária em um teatro secundário. Inúteis foram os apelos do comandante do Afrika Korps, Marechal Erwin Rommel, no sentido de que o abastecimento tinha que ser garantido por forças aéreas e navais, ou o teatro no norte da África teria se ser abandonado. Alheios à real situação, tanto o OKW alemão quanto o Comando Supremo Italiano fizeram vista grossa às necessidades das tropas em África, eclipsadas que estavam pela luta de morte travada pelos alemães (e italianos)em Stalingrado e em toda a União Soviética.
Após a impressionante vitória alemã na frente de Gazala, a que se deve, acima de tudo, ao brilhantismo de Rommel e à tenacidade e experiência dos veteranos do Afrika Korps, as forças do Eixo foram no encalço do 8º Exército Britânico (no "Galope de Gazala"), através da fronteira egípcia até a localidade de El Alamein, onde o mar, ao norte, e a depressão de Qattara, ao sul, formavam barreiras naturais intransponíveis e estreitavam a frente de batalha.
Ali, a 150 quilómetros do Cairo, com os britânicos queimando seus papéis secretos em Alexandria, onde Mussolini pensava fazer uma entrada triunfal montado num cavalo branco, as forças alemãs, beirando o esgotamento humano e material, foram obrigadas a parar. Em 30 de Agosto, as forças do Eixo ainda atacaram em Alam Halfa, buscando quebrar a linha britânica antes que as defesas pudessem ser totalmente preparadas. Os britânicos, cientes dos planos alemãs através da seção "Ultra" do seu serviço de inteligência, que podia ler todas as mensagens codificadas do inimigo, estavam à espera, e somente uma tempestade de areia salvou os blindados alemães do aniquilamento. Típica sorte de Rommel. Os alemães foram decididamente detidos em Alam Halfa e daí em diante passaram definitivamente para a defensiva. O comando alemão rapidamente percebeu que, com as linhas de suprimentos estendidas por mais de 1500 quilómetros desde Tripoli, o exército perdera grande parte de sua mobilidade. O desorganizado serviço de abastecimento italiano, do qual dependia, não tinha reformado o porto de Tobruque nem alterado as rotas dos seus navios até o momento, para desespero de Rommel. Mesmo uma retirada seria uma empresa de enorme dificuldade, dada a falta de combustível. Com efeito, os alemães apenas chegaram tão longe porque capturaram imensas quantidades de suprimentos britânicos em Tobruque - uma derrota bastante oportuna para os ingleses. Assim, foi decidido defender a frente em El Alamein, onde a natureza protegia os flancos das divisões Panzer e restringia qualquer ação dos britânicos, para desgastá-los e ganhar tempo até que forças adequadas pudessem ser trazidas para se tentar um contra-ataque.

## Os exércitos
Após a batalha de Alam Halfa Rommel estava com seus efetivos praticamente esgotados, podendo contar apenas com umas poucas dezenas de tanques alemães. Durante os meses que precederam a Segunda Batalha de El Alamein, contudo, um grande esforço foi feito para reconstituir a 'Panzerarmee Afrika', além das formações blindadas italianas. Além disso, os alemães minaram extensivamente o terreno à frente dos seus exércitos. Centenas de milhares de minas de todos os tipos, inclusive explosivos britânicos capturados foram enterrados, criando o que se tornou conhecido como o "Jardim do Diabo".
Atrás do denso campo minado, os exércitos do Eixo podiam mobilizar 100 000 homens e quase 500 tanques. Contudo, a maioria desses tanques eram de fabricação Italiana, incluindo os notórios M.13, os quais tinham desempenho sofrível em combate, além de terem uma curiosa tendência a incendiar-se espontaneamente. Os italianos, apesar da sua bravura individual, eram bastante prejudicados pela qualidade do seu equipamento e pelo calibre inferior dos oficiais que os comandavam. Desse modo, o comando alemão, inclusive Rommel, que combatera os italianos no Isonzo em 1918, via a necessidade de usar as tropas italianas entremeadas nas formações alemãs, por absoluta falta de confiança no desempenho daquelas.

## Armamentos

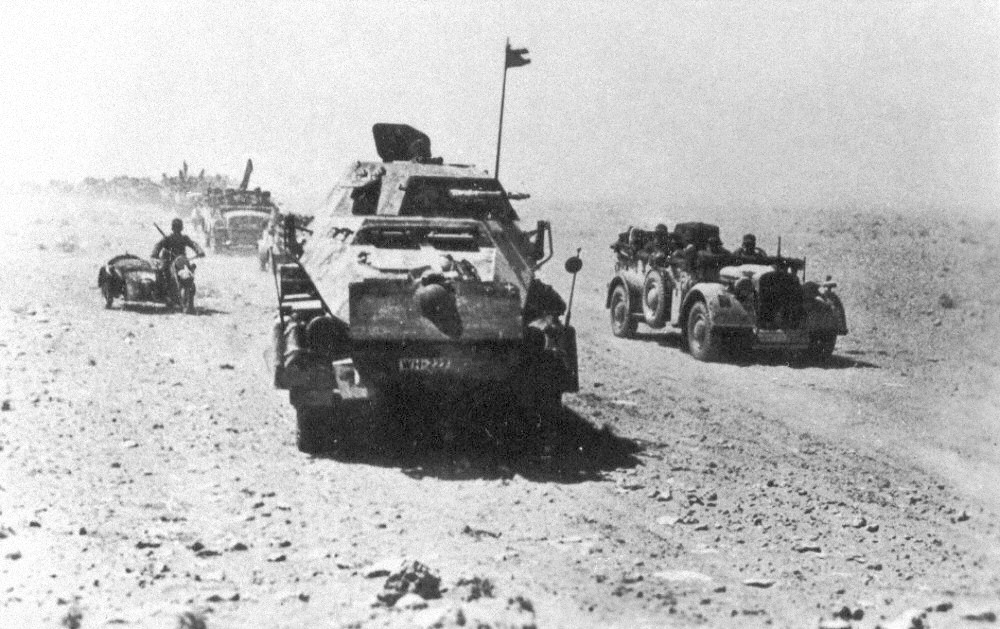
Blindados alemães atravessam o deserto em direção à El Alamein.

Do lado alemão, os Panzer III, que compunham o grosso das forças blindadas alemãs, já estavam ficando obsoletos. Com seu canhão de 37 mm, apenas a curta distância podia penetrar a couraça dos tanques aliados mais novos, como os Shermans. Havia 19 PzKW III com armamento modificado e canhão de 50 mm, mas eram muito poucos. Os Panzer IV, dos quais também não havia muitos, também eram pouco páreo para os mais modernos tanques ingleses e americanos. Para compensar, os alemães tinham o excelente canhão antiaéreo de 88 mm, fabricado pela Krupp, que utilizavam como arma antitanque, com resultados devastadores. Como foram feitos para lançar projéteis a grandes altitudes, os 88 tinham uma velocidade de projétil altíssima e uma cadência de tiro infernal. Em posições entrincheiradas no deserto, os 88 lançavam um fogo mortal contra o inimigo mesmo a mil ou até dois mil metros de distância, levantando finos rastros de poeira, e tornando-se parte essencial da tática antitanque alemã.
Os britânicos tinham melhorado substancialmente o seu material bélico desde o começo da guerra, contando também com imensas quantidades de material americano. Para a batalha de El-Alamein, foram batizados dois novos tanques - o Crusader Mk III inglês e o Sherman americano. O primeiro era uma versão melhorada das versões precedentes de Crusaders, equipado com o eficiente canhão antitanque britânico de seis libras. O segundo foi o lendário tanque americano, do qual mais de 50 000 foram produzidos, mais do que qualquer outro modelo. Foi concebido como um tanque médio, feito para equiparar-se aos Panzer IV e ao T-34 soviético, mas numa função de apoio à infantaria. O Sherman tinha um desenho simples, e era fácil de construir, manter e operar. O seu armamento principal consistia em um canhão de 75 mm, que, quando utilizado com granadas de alto poder explosivo, era muito destrutivo. Esse poder de fogo superava quase tudo que os alemães tinham em El-Alamein. Contudo, os Shermans e Crusaders, como seus predecessores, continuavam vulneráveis aos famigerados 88's.
A Luftwaffe e a Regia Aeronautica também contavam com efetivos numericamente inferiores, além de sofrerem com a crónica escassez de combustível, e já não eram páreo para a RAF, que voava quase impune, castigando as tropas e as linhas de abastecimento do Eixo.
Em geral, apenas um terço das necessidades dos exércitos do eixo em termos de suprimentos era atendida. A grande maioria terminava no fundo do mar mediterrâneo ou destruída na longa estrada costeira que ia de Trípoli, na Líbia, até o Egito.
Rommel, cujo gênio e energia constituíam inegavelmente um dos maiores ativos das forças do Eixo, encontrava-se na Alemanha, recuperando-se de uma infecção no ouvido e de moléstias contraídas em decorrência das condições extremas às quais as tropas eram expostas na África. Em seu lugar ocupava o comando o General Stumme, que tinha boa relação com os italianos e a confiança geral da tropa.
Já o 8º Exército Britânico se fortificava a cada dia. As tropas treinavam constantemente, e uma torrente de equipamento continuava a desembarcar. Às vésperas do combate, o 8º Exército, que também havia sofrido graves baixas em Gazala, sobretudo em equipamento pesado, podia colocar em combate 1 350 tanques, muitos dos quais modelos novíssimos, além de 240 000 homens e quase 900 canhões.
A R.A.F. já então havia conquistado a supremacia aérea quase incontestada sobre os céus da África do Norte e podia golpear as forças do Eixo, limitada apenas pelo tempo e pela autonomia de suas aeronaves.
Os britânicos contavam ainda com uma arma secreta. Graças à perseverança e ao brilhantismo da sua equipa de decodificadores em Bletchley Park, os ingleses haviam conseguido quebrar o código alemão, produzido pelas máquinas codificadoras Enigma. Assim, o comando Britânico sabia de antemão os planos dos alemães, as disposições das tropas, as dificuldades com suprimentos, e as rotas que utilizavam para o seu transporte; informações que se mostraram extremamente valiosas.

## A batalha

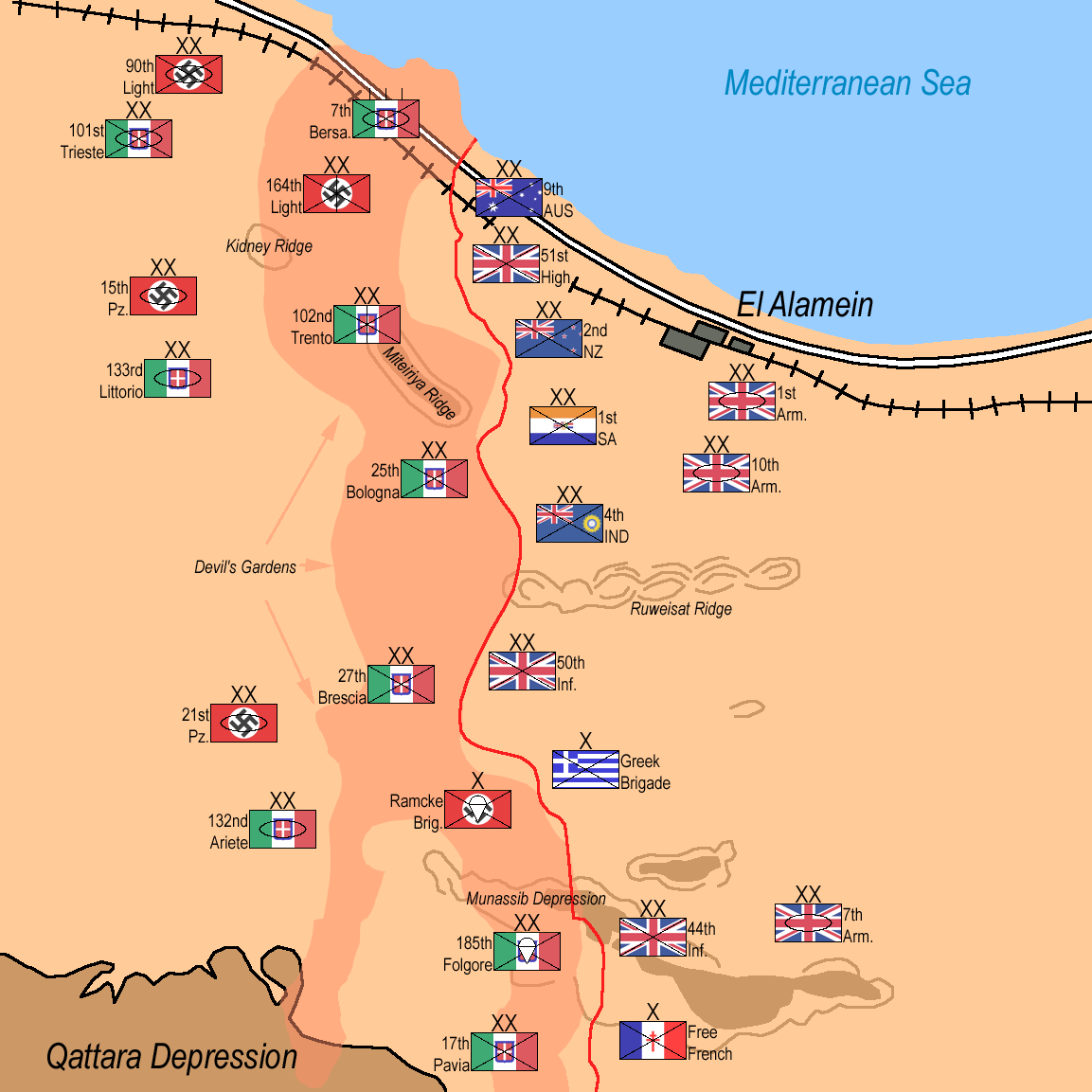
Posição dos dois exércitos no momento do início da batalha.

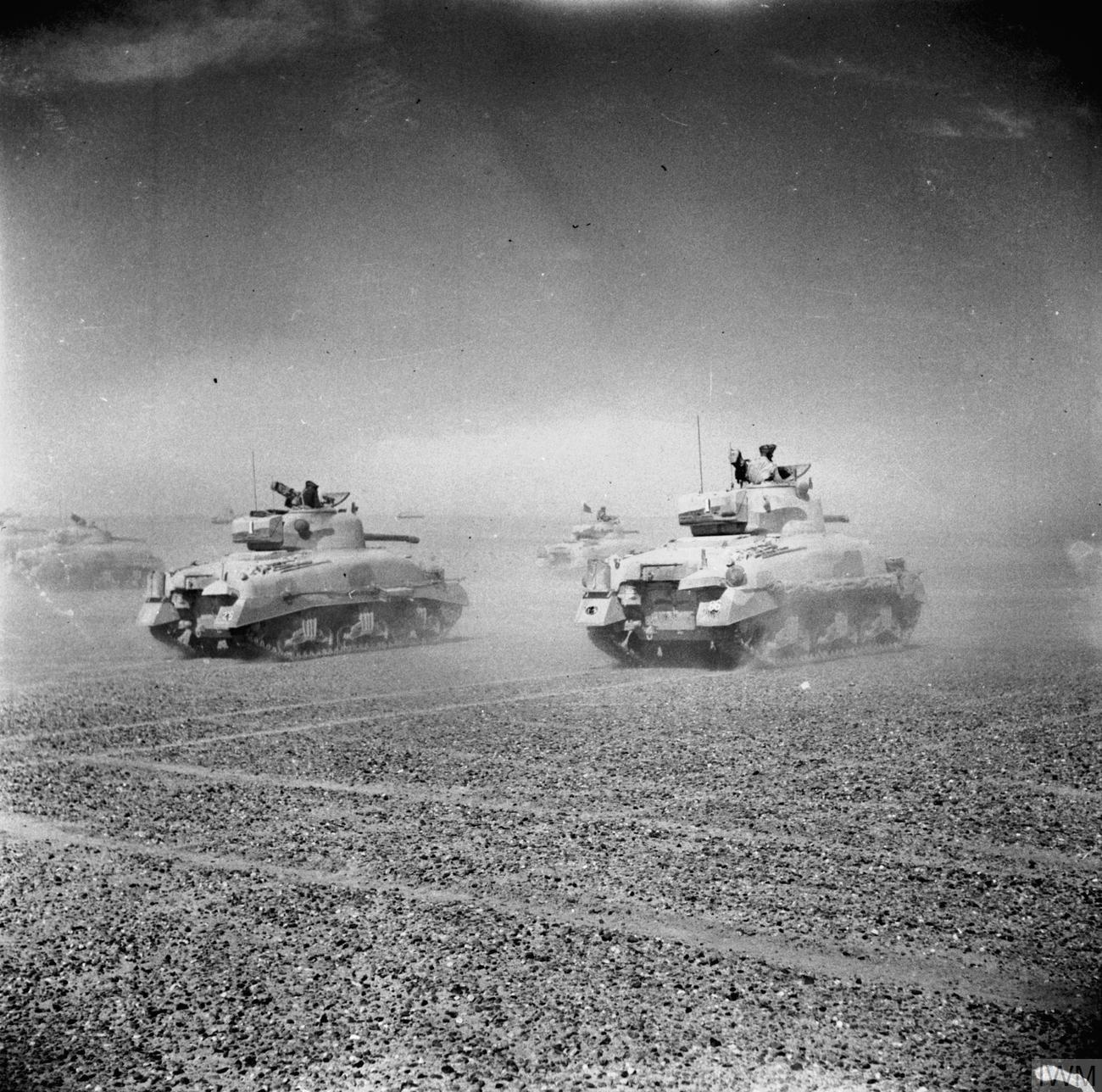
Tanques M4 Sherman lutando no deserto.

O plano de Montgomery era bem elaborado, simples e direto, compensando com notável realismo o que carecia em imaginação. Consistia essencialmente em um ataque noturno ao norte da linha alemã, precedido por uma devastadora barragem de artilharia à moda da Primeira Guerra Mundial e por equipas de sapadores abrindo caminhos no campo minado.
Como engodo, lançou a 'Operação Bertram', visando deixar parecer que o ataque principal cairia ao sul. Como o próprio Rommel havia feito, tanques falsos foram colocados, assim como tráfego de rádio falso e até uma tubulação falsa foi deitada, enquanto que os exércitos no norte receberam a ordem de "desaparecer". A ruse de guerre funcionou, já que os alemães realmente se convenceram de que o ataque principal seria desfechado ao sul.
O ataque mesmo seria desfechado em três fases - a de infiltração, a de desmoronamento e finalmente a de rompimento das linhas alemãs.
"Monty" inicialmente marcou a data para o início dos ataques na lua cheia de setembro, porém adiou tal data para dar às tropas mais tempo para se prepararem e mais tempo para acumular material. Montgomery entendia que estrategicamente a situação lhe era favorável, e que o tempo agia em seu favor.
O ataque propriamente se iniciou com a 'Operação Lightfoot' (Pés-Leves), em 23 de outubro, que tinha por objetivo abrir dois corredores nos campos minados, (denominados "January" e "February") utilizando infantaria, que, conforme se esperava, não engatilharia os mecanismos de detonação das minas anticarros.
A 'Operação Lightfoot' foi coordenada com a maior barragem de artilharia realizada pelo exército britânico desde a batalha do Somme na I Guerra Mundial. Ao todo, 882 canhões foram disparados e cerca de 125 toneladas de explosivos choveram nas posições alemãs e italianas, com uma média de 600 disparos cada um e causaram um impacto devastador; as explosões podiam ser ouvidas a dezenas de quilômetros de distância, e reputadamente fazendo sangrar os ouvidos dos artilheiros britânicos.
Às 10 horas da noite o 30º Corpo de Exército avançou no norte, rumo à 21.ª Divisão Panzer que guarnecia aquele setor da linha. Os sapadores haviam aberto corredores nos campos minados, mas a imensa quantidade de poeira e as dificuldades normais de navegação no deserto fizeram com que grande quantidade de tanques perdessem o rumo e criaram imensos congestionamentos.
Do lado alemão, a violência da barragem de artilharia foi duramente sentida. Muitas linhas de comunicação foram cortadas. Para piorar, o General Stumme morreu, fulminado por um infarto, nas primeiras horas do ataque. No momento decisivo, a Panzerarmee Afrika ficou acéfala. O chefe de operações do General Stumme, o Major von Mellenthin, não se sentia à altura da responsabilidade e não havia comandante graduado para substituir o General Stumme. Interinamente o comando foi aceito pelo talentoso General von Thoma. Kesselring ressalta que a ausência de um comandante na frente de batalha nas primeiras horas causou enorme prejuízo para a defesa da linha.
Com o 30º Corpo britânico ainda penando para abrir caminho entre as minas, a 21ª Panzer tentou um ataque contra a 51ª Divisão Highlander, mas esse teve efeitos muito limitados.
Adolf Hitler, sendo informado que afinal o ataque britânico na África tinha sido desfechado, telegrafou a Rommel, perguntando se este sentia-se disposto para retornar ao comando do Afrika Korps. Rommel partiu imediatamente para a África, assumindo o lugar de Von Thoma, que havia substituído o General Stumme.
No dia 26, Rommel chegou, e a volta do 'Feldmarschall' também deu aos seus homens algum alento na situação precária em que se encontravam. Os blindados ingleses investiram com renovado vigor contra o setor norte das linhas do eixo. Porém, as defesas alemãs se revelaram formidáveis, e nenhuma penetração foi conseguida. Agora, os blindados do 8º Exército avançavam numa frente estreita, flanqueados em ambos os lados por mortífero fogo antitanque. Rommel percebera que o peso principal do ataque caía mesmo no norte, e arriscou-se a deslocar para aquele setor a 21.ª Divisão Panzer e a divisão blindada italiana Ariete, mesmo sabendo que estas não dispunham de gasolina suficiente para voltar caso fosse necessário. Lançou também um ataque à "Kidney Ridge", no centro da linha, mas este se mostrou inoportuno, com vários tanques varridos pelo fogo cuspido dos Spitfires, Hurricanes e demais aviões da RAF.
Montgomery, vendo o seu avanço perder ímpeto diante dos campos minados e do fogo dos magníficos canhões Krupp antiaéreos de 88 mm que as tropas na África aprenderam a usar contra tanques, enviou como reforço a famosa 7ª Divisão Blindada Britânica, os "Ratos do Deserto", jovens veteranos de incontáveis combates com o Afrika Korps.
Com ambos os lados concentrando os seus blindados numa frente estreita ao norte da linha, os britânicos superavam as forças do Eixo em 11-1 em número de tanques. Era apenas uma questão de tempo até que as linhas alemãs e italianas fossem rompidas.

## Operação Supercharge
Bernard Montgomery agora queria isolar as tropas alemãs que defendiam a costa. Na Operação Supercharge, enviou a 9ª Divisão Australiana para o norte, com este objetivo. Rommel, agora limitado a uma estratégia passiva, "apagando incêndios" onde estes apareciam, e já sem qualquer esperança de retomar a iniciativa, arremessou para a costa a 90ª Divisão Leve África, a sua última reserva.
Em vista disso, Montgomery novamente muda mais uma vez o centro de gravidade do seu ataque um pouco mais ao sul da costa, na linha original ao norte. Esperava valer-se da maior mobilidade de que dispunham as suas forças, e sabia que os alemães não tinham nada com que reforçar as suas castigadas linhas.

## Novo ataque
Após dois dias de reagrupamento, Monty se lança novamente ao ataque, dessa vez liderado pela 1ª Divisão Blindada, em 1º de novembro. Contudo, de novo a carga britânica é detida pelas defesas de Rommel, e os tanques britânicos se vêem atacando frontalmente tais defesas, sendo flanqueados após qualquer penetração. As perdas sustentadas pela 1ª Divisão Blindada são enormes, quase dois terços dos seus tanques são destruídos em frente das posições da 15ª e 21ª Divisões Panzer. Mesmo assim, os ingleses mostram-se muito aguerridos, sustentando as suas posições para permitir que mais tanques sejam enviados à brecha. A guerra de atrito lhes convém, e a estratégia de "sangrar" o inimigo logo daria resultados. Contudo, o dia passa sem que qualquer rompimento da linha seja conseguido.
Percebendo que atacava a linha justamente no seu ponto mais forte, onde se concentrava o grosso das tropas alemãs, Monty mais uma vez flexibiliza o seu planejamento, e desfere um violento golpe mais ao sul, próximo ao centro da linha, nas posições defendidas pela Divisão Littorio blindada italiana. Estes não resistem ao ímpeto do ataque e batem em retirada, expondo o ala direita da 21ª Divisão Panzer e deixando Rommel com uma inferioridade em tanques agora da ordem de 20-1.

## Rompimento das linhas do Eixo
Montgomery expusera a brecha, procurando de todo o modo romper a linha no dia 3 de novembro. Dois ataques vigorosos são detidos. Contudo, à noite, elementos da 51ª Divisão Highland e da 4ª Divisão Indiana irrompem as linhas do Eixo, no ponto de junção entre a Littorio e a 21ª Divisão Panzer. Ao mesmo tempo, em Tobruque, a Marinha Real afundava o petroleiro Proserpina, a última chance para Rommel de abastecer os seus sedentos veículos.

## Até à morte
Então, em 3 de novembro, o marechal-de-campo, tão acostumado às vitórias, dando-se conta de que não havia mais sentido em prosseguir na luta, começa o processo de retirada do seu exército até uma outra linha em Daba, 90 km a oeste. Envia à Alemanha o Tenente Dr. Berndt, pedindo-lhe que esclarecesse a real situação ao Führer e obtivesse sua permissão para retirar-se da linha de El-Alamein.
No entanto, para a sua incredulidade e amargura, o Führer, intervindo pessoalmente pela primeira vez na campanha africana, se nega a admitir tal possibilidade, numa posição que se tornaria característica sua, e ordena Rommel a defender as linhas até a morte, com o torpe argumento que não seria a primeira vez na história da guerra que maiores batalhões cederiam ante à força de vontade. Esta foi a mensagem de Hitler:
Ao Marechal Rommel
É com a maior confiança no seu comando e na coragem das tropas germano-italianas sob o seu comando, que o povo alemão e eu seguimos a luta heróica no Egito. Na situação em que se encontra não pode pensar senão em manter-se, não ceder nem um metro de terreno e lançar todos os canhões e homens que possa para a batalha. Estão a ser enviados consideráveis reforços aéreos para o Comandante Chefe no sul. O Duce e o Comando Supremo Italiano desenvolvem também os maiores esforços para lhe enviar os meios para poder continuar a luta. O inimigo, apesar da sua superioridade, deve também encontrar-se com as forças esgotadas. Não seria a primeira vez na história que se dava o caso de uma vontade forte triunfar sobre os maiores batalhões. Quanto às suas tropas, não lhes pode mostrar outro caminho que não seja aquele que conduz à vitória ou à morte
Adolf Hitler
Rommel hesita. Conforme ele mesmo escreveu "Esta ordem pedia o impossível. Uma bomba mata o mais corajoso soldado. Apesar dos nossos francos comunicados sobre a situação, no Quartel-General do Führer ainda não se compreendia qual era a real situação na África. Em vez de armas, gasolina e aviões, mandavam-nos ordens. E ordens não serviam para nada. Ficamos absolutamente aturdidos, e, pela primeira vez na campanha africana, vi-me sem saber o que devia fazer".
Não pode condenar à morte tão futilmente aqueles homens com os quais lutou durante tanto tempo sob o sol do deserto, os mesmos que fizeram por ele os maiores sacrifícios possíveis, os que lhe deram as glórias das quais se cobria. Por outro lado, é um soldado, e ordens são ordens, até mesmo para ele. Neste dia 3, von Thoma chega ao quartel general do Afrikakorps para informar que a 21ª Divisão Panzer tem apenas 14 tanques, a 15ª dez, e a Littorio dezessete. Rommel mostrou-lhe a mensagem de Hitler e mandou-o ocupar o seu lugar na linha. Cento e cinquenta tanques britânicos foram à caça do que restava dos blindados de von Thoma. Este ficou com os seus homens até que o último tanque fosse destruído. Então, no seu carro de comando, acelerou sozinho rumo às linhas britânicas, onde subsequentemente foi capturado. Após a sua captura, von Thoma foi levado para conhecer Montgomery, e os dois discutiram a batalha durante um jantar. Segundo relatou o próprio general alemão "Ao invés de me perguntar por informações, ele disse que me descreveria o estado das nossas forças, seus suprimentos e dua disposição. Fiquei aturdido com a exatidão do seu conhecimento, particularmente em relação às nossas deficiências e às perdas de navios. Ele parecia saber tanto quanto eu mesmo". Um tributo ao talento dos decifradores britânicos, que fizeram do Ultra uma arma poderosíssima nesta guerra.
O Marechal Kesselring, detido em Creta por falhas mecânicas em sua aeronave, chega ao Norte da África em 4 de novembro, e segundo ele próprio, imediatamente chancela a retirada, recusando-se a cumprir a ordem de Hitler, que classificava como "loucura". A retirada era agora a única manobra que poderia salvar o exército alemão na África da extinção.

## Retirada

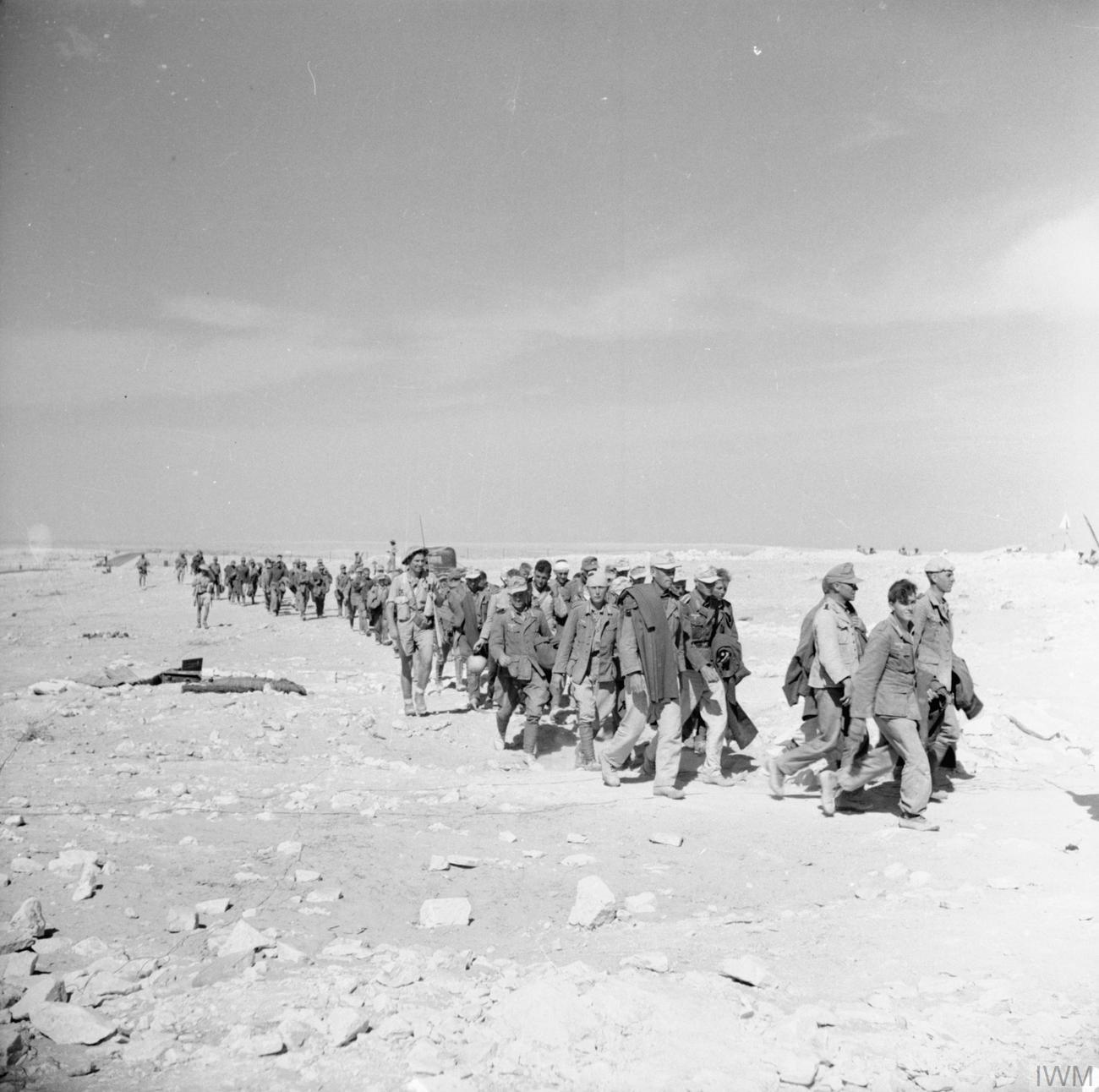
Prisioneiros italianos e alemães após a batalha.

No dia 4 de novembro, a torrente britânica irrompeu de vez. Não havia nada mais que as forças despedaçadas do Eixo pudessem fazer. Rommel não podia mais ver a carnificina e ordenou a retirada, com ou sem a permissão do Führer. Para piorar o desgosto que sentia pelo alto comando, algumas horas depois vinha a permissão para o desengajamento das suas forças. Já então sabia que os americanos haviam desembarcado em massa na Tunísia, para onde se dirigia. Escrevendo tempos depois sobre a batalha de El-Alamein, Rommel lamenta amargamente não ter descumprido a ordem de Hitler 24 horas antes, quando poderia ter salvado muito mais de seus homens e equipamentos.
A situação agora era extremamente crítica para ele. Com forças inglesas agora por toda a parte ao seu redor, via-se no sério risco de ser totalmente cercado e aniquilado. Neste dia, Montgomery perdeu uma chance preciosa de destruir de vez o Afrika Korps. Ao invés disso, ordenou uma manobra de ambição limitada, mandando suas forças para ocuparem a costa em Gazala, apenas 16 km atrás das linhas de frente. Com isso, foi possível aos alemãs empreender uma retirada quase impensável, com a 90ª Divisão Leve África destacando-se na luta na retaguarda para garantir a evacuação do grosso das tropas.

## Após a batalha
O que se seguiu só pode ser classificado como um dos maiores feitos militares de toda a guerra, constituindo um notável exemplo da disciplina dos homens do Afrika Korps. Rommel, quase sem combustível, vendo-se obrigado a todo momento abandonar veículos e rebocar muitos deles, sendo incessantemente fustigado pelo ar, e tendo todos os seus planos nas mãos de Montgomery, conseguiu levar os restos do 'Panzerarmee', razoavelmente intactos, por mais de mil quilômetros, passando por Matru, El Agheila, Tobruque, que haviam conquistado com tanto sangue, até Tripoli, onde havia começado a sua jornada africana, evitando ser cercado pelo deserto e aniquilado ou capturado.
O que encontrou lá encheu os seus homens de um sentimento agridoce. Chegara a África o 5º Exército Panzer, no comando do General Hans-Jürgen von Arnim. Essa formação contava com tropas descansadas e equipamentos novos, incluindo um batalhão dos magníficos tanques Tigre. Os veteranos do Afrika Korps pensavam com desolação que uma fração dessa força poderia tê-los levado ao Suez alguns meses antes, com os britânicos desequilibrados. Agora tudo o que poderiam fazer era agarrar-se ao solo africano por mais alguns meses.
O general Bernard Montgomery, pela sua atuação em El Alamein, foi elevado à nobreza, recebendo o título de Visconde Montgomery de Alamein. Continuaria a ser o principal comandante de forças terrestres britânicas (e aliadas) por toda a guerra. Ressalvadas as críticas que recaem sobre o seu comando, dele foi o mérito de ter batido a Afrika Korps. Talvez o veredito final possa ser sintetizado nas palavras de von Thoma, que, comentando sobre o comando do seu colega britânico disse "Eu acho que ele foi muito cauteloso, considerando a sua força imensamente superior, mas ele é o único Marechal de Campo desta guerra que venceu todas as suas batalhas".
Finalmente os britânicos, e Churchill, após todo o enorme esforço, após sustentarem sozinhos a luta contra o império nazista por mais de um ano, tiveram a sua vitória.
Talvez imperceptivelmente à época, El Alamein foi um marco na história do desenvolvimento do pensamento militar. Era o início da guerra total, o ponto culminante inevitável da doutrina introduzida pelo General Lee oitenta anos antes, na Guerra da Secessão.